# Sipyloidea sibogana
Sipyloidea sibogana är en insektsart som beskrevs av Giglio-Tos 1910. Sipyloidea sibogana ingår i släktet Sipyloidea och familjen Diapheromeridae. Inga underarter finns listade i Catalogue of Life.